# Geinsheim am Rhein
Geinsheim am Rhein is een plaats in de Duitse gemeente Trebur, deelstaat Hessen.